# Groupama-FDJ/2023
Deze pagina geeft een overzicht van de Groupama-FDJ UCI World Tour wielerploeg in 2023.

## Algemeen
Algemeen manager: Marc Madiot
Teammanager: Yvon Madiot
Ploegleiders: Nicolas Boisson, Thierry Bricaud, Frédéric Guesdon, David Han, Sébastien Joly, Franck Pineau, Philippe Mauduit, Benoît Vaugrenard, Jussi Veikkanen
Fietsen: Lapierre
Banden: Continental AG
Onderdelen en wielen: Shimano

## Renners
| Naam                | Geboortedatum | Nationaliteit       | Ploeg 2022                       |
| ------------------- | ------------- | ------------------- | -------------------------------- |
| Bruno Armirail      | 11-04-1994    | Frankrijk           |                                  |
| Lewis Askey         | 04-05-2001    | Verenigd Koninkrijk |                                  |
| Clément Davy        | 17-07-1998    | Frankrijk           |                                  |
| Arnaud Démare*      | 26-08-1991    | Frankrijk           |                                  |
| David Gaudu         | 10-10-1996    | Frankrijk           |                                  |
| Kévin Geniets       | 09-01-1997    | Luxemburg           |                                  |
| Lorenzo Germani     | 03-03-2002    | Italië              | Equipe continentale Groupama-FDJ |
| Romain Grégoire     | 21-01-2003    | Frankrijk           | Equipe continentale Groupama-FDJ |
| Ignatas Konovalovas | 08-12-1985    | Litouwen            |                                  |
| Stefan Küng         | 16-11-1993    | Zwitserland         |                                  |
| Matthieu Ladagnous  | 12-12-1984    | Frankrijk           |                                  |
| Olivier Le Gac      | 27-08-1993    | Frankrijk           |                                  |
| Fabian Lienhard     | 03-09-1993    | Zwitserland         |                                  |
| Valentin Madouas    | 12-07-1996    | Frankrijk           |                                  |
| Lenny Martinez      | 11-07-2003    | Frankrijk           | Equipe continentale Groupama-FDJ |
| Rudy Molard         | 17-08-1989    | Frankrijk           |                                  |
| Quentin Pacher      | 06-01-1992    | Frankrijk           |                                  |
| Enzo Paleni         | 30-05-2002    | Frankrijk           | Equipe continentale Groupama-FDJ |
| Paul Penhoët        | 28-12-2001    | Frankrijk           |                                  |
| Thibaut Pinot       | 29-05-1990    | Frankrijk           |                                  |
| Laurence Pithie     | 17-07-2002    | Nieuw-Zeeland       | Equipe continentale Groupama-FDJ |
| Miles Scotson       | 18-01-1994    | Australië           |                                  |
| Jake Stewart        | 02-10-1999    | Verenigd Koninkrijk |                                  |
| Michael Storer      | 28-02-1997    | Australië           |                                  |
| Reuben Thompson     | 15-02-2001    | Nieuw-Zeeland       | Equipe continentale Groupama-FDJ |
| Lars van den Berg   | 07-07-1998    | Nederland           |                                  |
| Samuel Watson       | 24-09-2001    | Verenigd Koninkrijk | Equipe continentale Groupama-FDJ |
| Bram Welten         | 29-03-1997    | Nederland           |                                  |

* tot 31/7

### Vertrokken
| Naam                  | Geboortedatum | Nationaliteit | Ploeg 2023             |
| --------------------- | ------------- | ------------- | ---------------------- |
| Matteo Badilatti      | 30-07-1992    | Zwitserland   | Q36.5 Pro Cycling Team |
| Antoine Duchesne      | 12-09-1991    | Canada        | Gestopt                |
| Jacopo Guarnieri      | 14-08-1987    | Italië        | Lotto-Dstny            |
| Tobias Ludvigsson     | 12-02-1991    | Zweden        | Q36.5 Pro Cycling Team |
| Sébastien Reichenbach | 28-05-1989    | Zwitserland   | Tudor Pro Cycling Team |
| Anthony Roux          | 18-04-1987    | Frankrijk     | Gestopt                |
| Ramon Sinkeldam       | 09-02-1989    | Nederland     | Alpecin-Deceuninck     |
| Attila Valter         | 12-06-1998    | Hongarije     | Jumbo-Visma            |

## Overwinningen
| Nationale kampioenschappen wielrennen Frankrijk - wegrit: Valentin Madouas Ronde van de Algarve 5e etappe (ITT): Stefan Küng Ronde van de Alpes-Maritimes en de Var Bergklassement: David Gaudu Ploegenklassement: *1) Cholet-Pays de la Loire Laurence Pithie Ronde van de Finistère Paul Penhoët Vierdaagse van Duinkerke 2e etappe: Romain Grégoire Jongerenklassement: Romain Grégoire Eindklassement: Romain Grégoire Boucles de la Mayenne 3e etappe: Arnaud Démare Puntenklassement: Arnaud Démare Ronde van Italië Bergklassement:Thibaut Pinot | Brussels Cycling Classic Arnaud Démare Ronde van Zwitserland 1e etappe: Stefan Küng Mont Ventoux Dénivelé Challenge Lenny Martinez Ronde van de Ain 1e etappe: Jake Stewart 3e etappe: Michael Storer Eindklassement: Michael Storer Puntenklassement: Michael Storer Ploegenklassement: *2) Ronde van de Limousin-Nouvelle-Aquitaine 1e etappe: Romain Grégoire 3e etappe: Romain Grégoire Eindklassement: Romain Grégoire Jongerenklassement: Romain Grégoire Ploegenklassement: *3) | Ronde van Poitou-Charentes 2e etappe: Paul Penhoët 3e etappe (deel B) ITT: Bruno Armirail Puntenklassement: Paul Penhoët Bretagne Classic Valentin Madouas Coupe de France Eindklassement: Paul Penhoët |

*1) Ploeg Ronde van de Alpes-Maritimes en de Var: Gaudu, Geniets, Grégoire, Molard, Pacher, Pinot, Watson
*2) Ploeg Ronde van de Ain: Lienhard, Molard, Paleni, Storer, Stewart, Thompson
*3) Ploeg Ronde van de Limousin-Nouvelle-Aquitaine: Askey, Grégoire, Ladagnous, Lienhard, Molard, Storer, Thompson
1997 · 1998 · 1999 · 2000 · 2001 · 2002 · 2003 · 2004 · 2005 · 2006 · 2007 · 2008 · 2009 · 2010 · 2011 · 2012 · 2013 · 2014 · 2015 · 2016 · 2017 · 2018 · 2019 · 2020 · 2021 · 2022 · 2023 · 2024 · 2025
AG2R-Citroën · Alpecin-Deceuninck · Astana Qazaqstan · Bahrain Victorious · BORA-hansgrohe · Cofidis · EF Education-EasyPost · Groupama-FDJ · INEOS Grenadiers · Intermarché-Circus-Wanty  · Jumbo-Visma · Movistar Team · Soudal-Quick Step · Team Arkéa Samsic · Team DSM · Team Jayco AlUla · Trek-Segafredo · UAE Team Emirates